# Agapetus pontona
Agapetus pontona là một loài Trichoptera trong họ Glossosomatidae. Chúng phân bố ở miền Australasia.